# Terapia de aversión
La terapia de aversión es un tipo de tratamiento psiquiátrico o psicológico que consiste en exponer al paciente a un estímulo al mismo tiempo que se le hace experimentar alguna forma de sensación desagradable. Con ello se intenta condicionar al paciente para asociar el estímulo con la sensación desagradable y así terminar con un comportamiento indeseado. Las sensaciones desagradables utilizadas son diversas, como aplicar sustancias de sabor desagradable en las uñas (para terminar con la costumbre de morderlas), sustancias eméticas en combinación con el alcohol (para evitar su consumo) o la aplicación de electro-choques de distintas intensidades.

## Terapia de aversión contra adicciones
El principal uso actualmente de la terapia de aversión en el tratamiento del alcoholismo y la adicción a otras drogas. Esta forma de tratamiento se lleva realizando desde 1932.
La terapia de aversión se basa en cambiar la asociación emocional positiva de la visión, olor o sabor del alcohol u otras drogas por una negativa. Estudios estadísticos realizados, basados en 17 variables, mostraron que la terapia de aversión mejora las tasas de abstinencia a 6 y 12 meses, y que hay menor tasa de abandono de pacientes en contra la opinión médica de la terapia aversión, en comparación con programas sin terapia de aversión.
La sustancia más usada en esta clase de tratamiento del alcoholismo es el disulfiram, cuyos efectos en combinación con la terapia familiar han sido corroborados por los estudios.
A la terapia de aversión tradicional, que emplea aversión química o eléctrica se le añadió otra técnica, la terapia de aversión en la imaginación, introducida por Cautela, una técnica que se conoce como sensibilización conversiva. Sensibilización conversiva es una forma de tratamiento que se ha usado con éxito en el tratamiento del alcoholismo, la ludopatía y la delincuencia juvenil. También puede usarse en el tratamiento del tabaquismo donde ha obtenido resultados favorables en comparación a otras técnicas. Kraft y Kraft (2005) evaluaron la sensibilización convertiva en seis clases de tratamientos: para la onicofagia, consumo de cannabis, comedores compulsivos, tabaquismo, adicción al chocolate y alcoholismo.

### Terapia de aversión contra el tabaquismo
En ciertos casos, se pueden aplicar terapias de aversión para tratar el tabaquismo. El procedimiento implica que los sujetos fumen su marca habitual de cigarrillos de manera rápida y continua, inhalando una bocanada cada 6 segundos hasta que no se pueda seguir fumando. Esta técnica puede funcionar para los fumadores que no están habituadas a fumar tanto, induciéndolos dejar el hábito por completo.
No está claro qué tanto la aversión y los límites de tolerancia de los sujetos están determinados por la intoxicación con nicotina o por la irritación local de la boca y el tracto respiratorio. Se concluye que fumar rápidamente puede producir niveles excesivamente altos de nicotina y carboxihemoglobina en sangre y que esto constituye un riesgo. Según los datos disponibles en la actualidad, el nivel de riesgo es imposible de calcular en términos cuantitativos. 
Probablemente podría reducirse con un fármaco beta bloqueador adrenérgico.[cita requerida] Dado que la ingesta excesiva de nicotina y monóxido de carbono puede no ser necesaria para lograr un efecto en el tratamiento, se sugiere que el procedimiento podría ser completamente seguro y posiblemente no menos eficaz si se instruye a los sujetos a llevar el humo a la garganta y evitar inhalarlo hacia los pulmones ya que solo por inhalación se producen niveles peligrosamente altos de las sustancias dañinas. Para algunos investigadores, mientras se tomen las precauciones pertinentes, puede implementarse esta forma de terapia considerando los peligros mayores a que se enfrentan los fumadores crónicos.

## Terapia de aversión y homosexualidad
El psicólogo Martin E.P. Seligman realizó un polémico informe del uso de la terapia de aversión para tratar de cambiar la orientación sexual de los varones homosexuales. En una serie de experimentos realizados en 1966 el proceso pareció inicialmente funcionar, con un 50% de los hombres sometidos a la terapia que dejaron de poner en práctica sus impulsos homosexuales. Estos resultados llevaron a afirmar a Seligman calificar el estudio como un éxito. Aunque el propio Seligman apuntó que las investigaciones posterior demostraron que la mayoría de los hombres que habían sido sometidos a terapia de aversión y habían dejado de practicar relaciones homosexuales en realidad eran bisexuales, y que entre los hombres exclusivamente homosexuales la terapia había sido mucho menos efectiva. El Consejo General de la Psicología de España considera esta actividad para "curar" la homosexualidad como una pseudoterapia anticientífica y peligrosa, "porque suele derivar en problemas de ansiedad, depresión y suicidio". La ley española la califica directamente de criminal e ilegal.
La American Psychiatric Association (Asociación psiquiátrica americana) declaró que la terapia de aversión y otras terapias de conversión usadas para modificar la orientación homosexual usada hasta entonces son prácticas dañinas psicológicamente, no avaladas por estudios científicos contrastados y no eficaces. Desde 2006 el uso de la terapia de aversión se considera una violación de los códigos de conducta profesional de la American Psychological Association y la American Psychiatric Association. El uso de la terapia de aversión contra la homosexualidad es ilegal en algunos países. Actualmente en América y Europa el estándar en psicoterapia respecto a los problemas de aceptación de la homosexualidad es la terapia de afirmación.